# Au-delà des rêves (téléfilm)
Au-delà des rêves (NightScream) est un téléfilm américain réalisé par Noel Nosseck, diffusé en 1997.

## Synopsis
Comme poussée par les rêves violents qui hantent ses nuits, Drew Summers se rend dans la petite ville de Steveston, dans l'Oregon, où est 
célébré le premier anniversaire de l'assassinat d'une jeune fille qui ressemble de manière troublante à Drew.

## Fiche technique
- Titre original : NightScream
- Titre français : Au-delà des rêves
- Réalisation : Noel Nosseck
- Scénario : Robert Specht, Eugenia Bostwick-Singer, Raymond Singer, Gary Tieche
- Pays d'origine :  États-Unis
- Langue originale : anglais
- Durée : 87 minutes

## Distribution
- Candace Cameron Bure (V. F. : Marie-Eugénie Maréchal) : Drew Summers / Laura Fairgate
- Casper Van Dien (V. F. : Bertrand Liebert) : Teddy Johnson / Ray Ordwell Jr.
- Denis Arndt (V. F. : Hervé Bellon) : Ray Ordwell Sr
- Bobby Hosea (V. F. : Thierry Desroses) : le shérif R.J. Turnage
- Ned Vaughn (V. F. : Mathias Kozlowski) : Charles Pendleton
- Teri Garr (V. F. : Michèle Bardollet) : Julie Ordwell
- Marie Stillin : Maggie Johnson
- Paul McGillion : l'adjoint Nance
- Ellie Harvie : Jenny Marks
- Ken Camroux (V. F. : Jean-Claude Montalban) : Paul Lund
- Bill Dow : Will Benson
- Gillian Barber : Docteur Melville
- Carolyn Tweedle : Madame Clarkson
- Kamilyn Kaneko : Robin
- Ken McClusker : le « vrai » Teddy
- Dwight McFee : un peintre
- Alex Bruhanski : un routier